# Fazenda Santa Gertrudes
A Fazenda Santa Gertrudes é uma antiga fazenda de café que manteve suas atividades entre os anos de 1854 e 1998. Localizada entre os municípios de Limeira e Rio Claro, interior do Estado São Paulo, a propriedade foi uma das responsáveis pelo pioneirismo da produção cafeeira paulista.

## História
A Fazenda Santa Gertrudes teve origem de uma sesmaria chamada Morro Azul. Sesmaria era o nome utilizado para o ato de entrega, por parte da Coroa Portuguesa, de um determinado lote de terras que não estava sendo utilizado e povoado para um beneficiário interessado em adquiri-lo. Os primeiros compradores do terreno foram os irmãos Galvão de França e Manuel de Barros Ferraz. Em 1821 o Brigadeiro Manuel Rodrigues Jordão compra dos irmãos a propriedade e passa a administrá-la. Ele era casado com Gertrudes Galvão de Oliveira Lacerda e com ela teve um filho chamado Amador de Lacerda Rodrigues Jordão, futuro barão de São João de Rio Claro.
Com a morte de sua mãe, Amador de Lacerda Rodrigues Jordão, fundou no ano de 1854, em parte da propriedade em posse da família, a Fazenda Santa Gertrudes - nome escolhido para homenagear Gertrudes Galvão de Moura Lacerda, sua mãe.
Em seus 19 primeiros anos de existência (1854 – 1873) o agora Sr. Amador de Lacerda Rodrigues Jordão, barão de São João de Rio Claro, assumiu a posse da Fazenda Santa Gertrudes. Neste período, a propriedade foi utilizada para a produção de cana-de-açúcar e tornou-se pioneira na região. Conforme os anos passavam o cultivo de café foi substituindo paulatinamente o engenho de cana presente no local. Após a morte do barão em 1873, sua esposa Maria Hipólita dos Santos, case-se com o Marquês de Três Rios, Joaquim Egídio de Sousa Aranha, que passa a gerir a propriedade até 1893.
Usando seu poder de influência e econômico, o Marquês conseguiu que os trilhos da Companhia Paulista de Estradas de Ferro passassem perto de sua propriedade. Em 1876 essa ação foi concretizada otimizando o escoamento de toda a produção cafeeira da fazenda, reduzindo os custos e tempo de chegada do produto até a cidade de Santos, onde acontecia a exportação. Até então, o café era transportado por mulas e burros, que levavam o produto em sacas por estradas em péssimas condições. O tempo de deslocamento entre as cidades produtoras de café e o porto de Santos era de 7 a 10 dias. Com a estrada de ferro, esse tempo reduziu para apenas 1 dia.
Com a morte do Marques de Três Rios, a área passa para Eduardo Prates (o Conde Prates), figura pública de destaque na época por acumular uma reputação nos negócios muito boa e poderio financeiro. Em sua gestão a propriedade desenvolveu-se ainda mais e diversos melhoramentos foram consolidados: criação de uma rede elétrica e de telefonia, expansão territorial e melhoria nas condições de vida dos 85 colonos que residiam e trabalhavam na propriedade, em sua maioria imigrantes.

### Os imigrantes e a Fazenda Santa Gertrudes

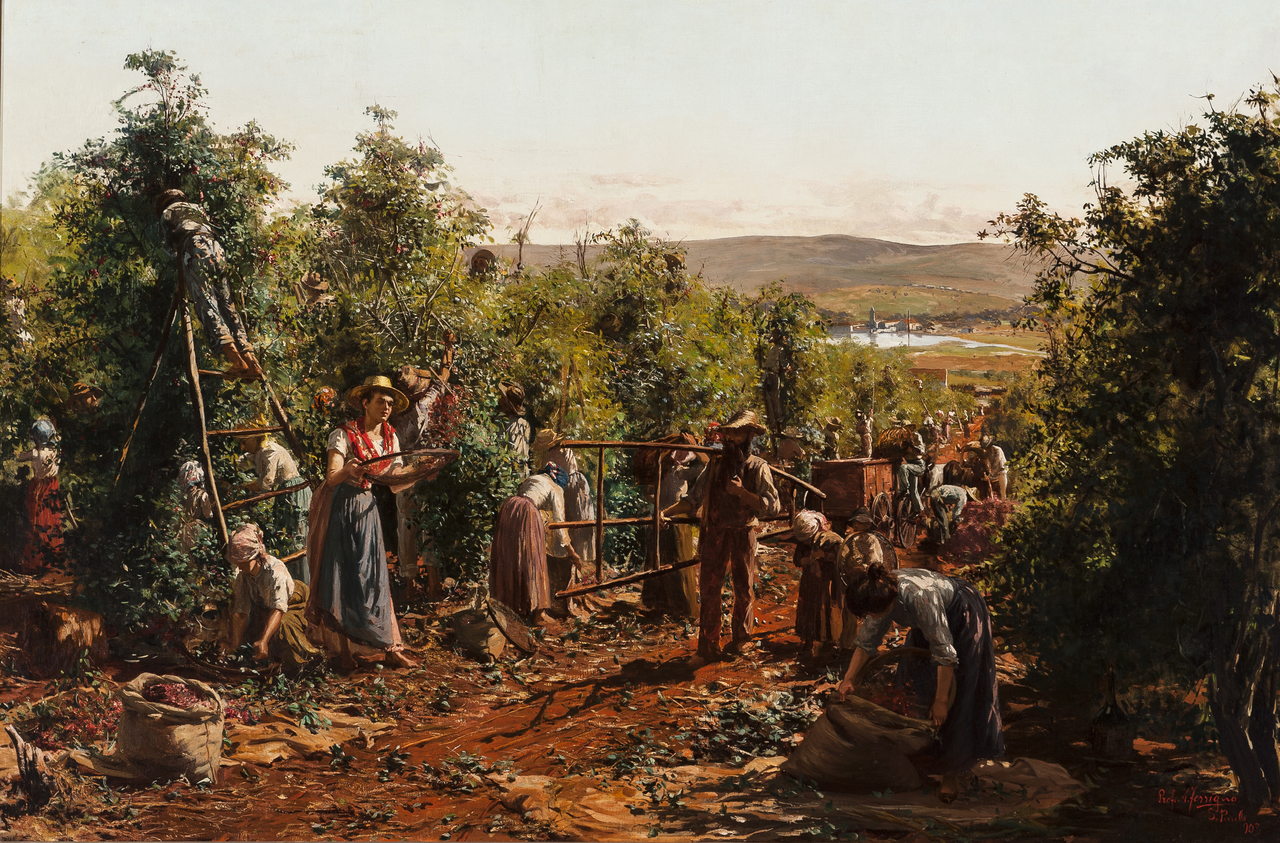
Quadro A colheita de Antonio Ferrigno que retrata a colheita de café na Fazenda Santa Gertrudes.

Resultado do cenário histórico na época do Brasil Colônia, a Fazenda Santa Gertrudes recebeu durante a sua existência inúmeras famílias de imigrantes que vinham de outros estados e até mesmo países, sobretudo europeus, para trabalhar na propriedade. Normalmente, os imigrantes de outros países, chegavam no porto de Santos, enfrentavam uma longa e perigosa viagem até a Capital Paulista, onde eram alojados temporariamente em hospedarias, como a hospedaria da Mooca em São Paulo, hoje Museu da Imigração, e finalmente eram direcionados para as propriedades no interior do Estado para trabalharam nas propriedades rurais.
No acervo de registros nas hospedarias da Fazenda Santa Gertrudes, é possível identificar algumas ondas de imigrantes durante determinados períodos:
1897 - 1902: Famílias italianas, famílias brasileiras (em sua maioria cearenses);
1903 - 1914: Famílias italianas, austríacas, portuguesas e espanholas;
1920 - 1930: Somente famílias nacionais.
O trabalho das famílias nas propriedades era assalariado e a quantidade recebida variava de acordo com o número de pés de café tratados durante 1 mês. Por exemplo, há registros que uma família colona em 1913, composta de marido, mulher, dois adolescentes entre 12 e 16 anos e mais uma criança pequena, conseguia tratar em média 5081 pés de café e recebiam por isso a importância de R$406$418. Depois disso, eles ainda ganhavam uma certa quantia no período de safra e pelas diárias trabalhadas na fazenda.

### Expansão
Diferente de outras propriedades rurais, a Fazenda Santa Gertrudes teve um longo período de existência, fato ligado principalmente a boa administração da propriedade. Justamente por essa sua longa trajetória de atividades, houve durante esse tempo muitas expansões territoriais. Abaixo estão relatadas as principais em ordem cronológica de acontecimento:
1799/ 1821: Registro de nove sesmarias na Região de Limeira, incluindo a do Morro Azul, a qual foi concedida aos irmãos Galvão de França e Manuel de Barros Ferraz.;
1817: Em outubro deste ano foi demarcada a sesmaria do Morro Azul (futuro local da Fazenda Santa Gertrudes);
1821: Compra de uma gleba de terras na sesmaria do Morro Azul pelo Brigadeiro Manuel Rodrigues Jordão;
1841: Essas foram anexadas à propriedade conhecida como Sítio e Engenho da Laranja Azeda, adquirida pela D. Gertrudes Galvão de Oliveira Lacerda;
1854: O Brigadeiro Manuel Rodrigues Jordão, o Barão de São João do Rio Claro, funda em parte da gleba a Fazenda Santa Gertrudes;
1876: Na gestão de Joaquim Egídio de Sousa Aranha, a propriedade passa a ser servida pela estrada de ferro da Companhia Paulista de Estradas de Ferro, fazendo com que o processo de expansão acelerasse ainda mais;
1880: São anexadas à propriedade terras adquiridas da Fazenda Morro Azul contíguas à Santa Gertrudes (110 alqueires);
1890: Duas ampliações por terras contíguas acontecem neste ano: o sítio Barreiro e a área que constava de uma ação movida por João Batista de Souza Freire e Benedicto de Almeida e outros contra Manoel Barbosa Guimarães;
1893: Falece o Marquês de Três Rios, tento a fazenda chegado a uma área total de 700 alqueires;
1895: A partir deste ano a propriedade passaria por uma expansão sem precedentes sob a gestão do Conde de Prates. Ao assumir a direção da fazenda, a área era de 866 alqueires (aproximadamente 21 milhões de metros quadrados). Neste ano houve a compra de terras vizinhas pertencentes a José Ferraz de Sampaio Junior e Olímpia de Almeida Camargo;
1898: Nova compra, desta vez de Zacarias de Godoy Bueno e sua mulher Dona Cecília Maria Joaquina;
1899: Adquire as terras de Dona Anna de Almeida Rocha;
1900: Diversas glebas da Fazenda São Joaquim são incorporadas à Fazenda Santa Gertrudes;
1902: 249 alqueires da Fazenda Palmeiras com 160.000 pés de café são adquiridos;
1928: A Fazenda Santa Gertrudes atinge 1356 alqueires, ou seja, quase 33 quilômetros quadrados.

### Legado
Com 144 anos de intensas atividades, a Fazenda Santa Gertrudes foi um marco para o Estado de São Paulo em termos de produção cafeeira e importância social e econômica para toda a região de Rio Claro. Apesar das adversidades advindas da crise de 1929 e da queda do preço do café a partir da segunda década do século XX, a propriedade foi pioneira em expansão territorial e melhoria contínua de processos produtivos, estruturais e tecnológicos. Sempre com ótimos administradores à frente da propriedade, a fazenda consolidou-se como modelo para os demais detentores de terras no período e deixa um legado histórico importante para o país.

## Contexto Histórico
O café foi protagonista da economia paulista e brasileira entre o final do século XIX até metade do século XX. Neste período o Brasil passou por profundas transformações estruturais em sua política, sociedade e economia. O até então regime monárquico (Império do Brasil), que compreendeu o período de 1822 a 15 de novembro de 1889, ditava o caminho do país e em seus últimos momentos apresentava sinais de desgaste por parte de Pedro II e demais apoiadores do império. 
Por conta disso, cafeicultores do Oeste Paulista, que por sua vez desejavam maior autonomia para as províncias e defendiam o federalismo, juntamente com os militares, que pleiteavam um maior patriotismo e menos corrupção, juntaram-se para instaurar a República no Brasil.
 Os primeiros momentos da República foram marcados por diversas transformações como, por exemplo, a promulgação da nova Constituição de 1891, criação da política do encilhamento e também algumas rebeliões como a Revolução Federalista e a Revolta da Armada. E foi depois do governo Deodoro da Fonseca (1889 – 1891) e de Floriano Peixoto (1891 – 1894), que começa de fato a República Oligárquica (1894 – 1930), período no qual os cafeicultores tomam o poder.
Esse período ficou caraterizado pelo revezamento das oligarquias de São Paulo, Minas Gerais e Rio de Janeiro no poder, beneficiando esses grupos que buscavam seus interesses econômicos e políticos nas instâncias federais. Os Estados de São Paulo e Minas Gerais foram os grandes responsáveis pela produção agrícola nesta época, impulsionando o surgimento de grandes propriedades produtoras, principalmente de café. 
O produto apresentava índices de venda e valoração internacional muito bons: em 1900 o país exportou 9,2 mil sacas de café e já um ano depois foram 14,8 mil sacas. O café que era produzido nas grandes fazendas cafeeiras do sudeste era levado em lombos de burros até regiões litorâneas como Santos em São Paulo e o Rio de Janeiro, para ser exportado. Outro fato da época era que um número expressivo de imigrantes chegavam da Itália, Portugal, Espanha, Alemanha, entre outros países, e eram levados para trabalharem nas lavouras de café. 
Como forma de se manterem no poder e controlarem ainda mais suas propriedades e comunidade ao redor, os coronéis realizavam uma prática muito comum neste período: o coronelismo, que foi um método de acordos entre mandatários regionais e governo estadual, no qual esses coronéis usavam do seu poder econômico e determinavam os rumos da política local. Como desdobramento desse fato, o voto de cabresto também foi uma realidade desta época. Ele consistia na imposição da violência sobre os eleitores para que dirigissem seus votos em um determinado candidato.
Com toda essa imposição e autoritarismo, diversas revoltas locais que tiveram repercussão nacional aconteceram na República Oligárquica. Podemos citar a Guerra dos Canudos, Revolta da Vacina, Revolta da Chibata, Guerra do Contentado, Revolta dos 18 do Forte, entre outras, que colocavam cada vez mais em xeque a reputação e efetividade do governo.
Em termos de produção cafeeira, o país ia muito bem durante as primeiras duas décadas de República Oligárquica. Porém, com a superprodução, maior do que o mercado demandava, o preço do produto caiu internacionalmente, diminuindo os lucros e desvalorizando o café brasileiro. Para agravar a situação, os cafeicultores começavam a sentir o impacto da concorrência de outros países, como os Estados Unidos. 
Com a iminente crise do café, os imigrantes e demais trabalhadores rurais, mudaram-se para os grandes centros urbanos, onde a necessidade de mão de obra era cada vez mais crescente, devido ao processo de industrialização e surgimento de fábricas. Mesmo que suas condições de trabalho fossem ruins,  o operariado começava a se estabelecer e crescer exponencialmente. 
Para potencializar a crise nacional, a quebra da Bolsa de Valores de Nova York em 1929, fez com que o preço do café despencasse. Para se ter uma noção, a saca que custava duzentos mil-réis, após a quebra da bolsa, passou a custar vinte e um mil-réis. Com uma grande quantia de café estocada nos armazéns prontos para exportação que não acontecia, o governo federal teve que comprar grande parte desse produto e queimá-lo, com o objetivo de estabilizar a crise e fazer com que o preço do café subisse novamente.
Com a crescente insatisfação política, econômica e a crise afetando de forma muito intensa o país, a Revolução de 1930, liderada por Getúlio Vargas e outros revolucionários, pôs fim a República Oligárquica no Brasil. Começava o Governo Provisório de Vargas, o qual duraria 15 anos. Começava no país uma nova era. Um tempo de fortalecimento da indústria, ascensão da burguesia industrial e queda do protagonismo cafeeiro até então vigente. 

## Cenário Atual da Fazenda Santa Gertrudes
Mesmo com suas atividades paralisadas em 1998, a Fazenda Santa Gertrudes mantém até hoje alguns atrativos turísticos e realiza visitas guiadas que podem ser agendadas antecipadamente. O passeio, que tem duração de aproximadamente duas horas, permite que os visitantes conheçam um pouco mais da realidade da época em que a propriedade mantinha sua produção cafeeira ativa, desde a colheita até embarque na estação de trem. Ainda há a possibilidade de alugar parte do espaço da fazenda para realizar festas de casamento e eventos em geral.

O local também é muito utilizado para a gravação de telenovelas de época, como por exemplo, Esperança e Escrava Isaura. Longas-metragens também já foram filmados dentro da fazenda: Diário da Província e O Homem do Pau Brasil.